# 3230 Vampilov
3230 Vampilov este un asteroid din centura principală, descoperit pe 8 iunie 1972 de Nikolai Cernîh.